# 貝倫 (帕拉伊巴州)
6°44′05″S 35°31′01″W / 6.73472°S 35.51694°W

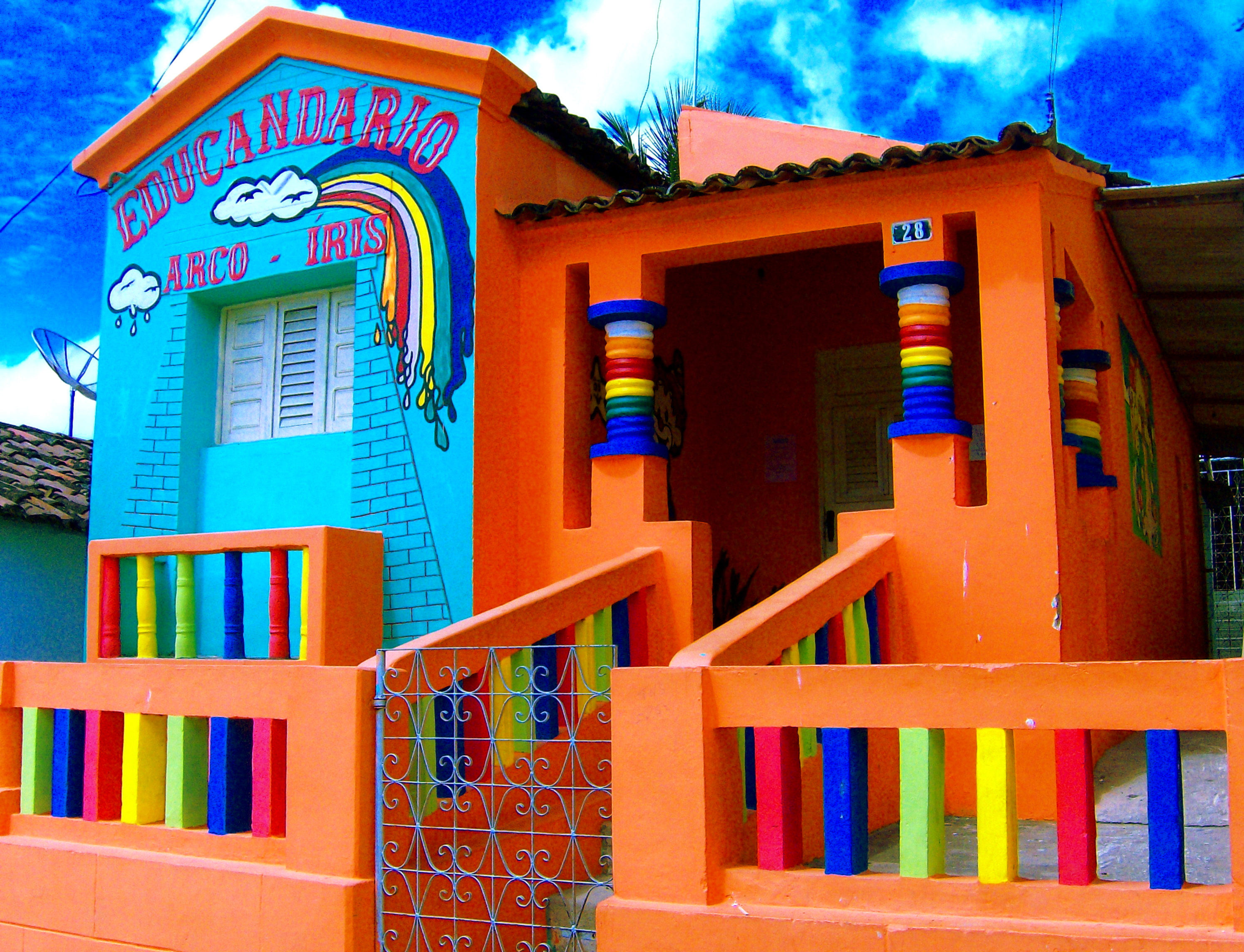
貝倫

貝倫（葡萄牙語：Belém），是巴西的城鎮，位於該國東北部，由帕拉伊巴州負責管轄，始建於1957年，面積100.14平方公里，海拔高度150米，2010年人口17,083，人口密度每平方公里170.59人。